# Galaga
Galaga är ett arkadspel utvecklat och utgivet av Namco 1981. Spelet är en uppföljare till Galaxian och har ett liknande speluppbyggnad; inte helt olikt Space Invaders.

## Konverteringar
Originalet Galaga har konverterats till många spelkonsoler och hemdatorer, som Nintendo Entertainment System, Atari 7800, BBC Micro, MSX, Game Boy, Game Boy Color och Game Boy Advance (i Game Boy Advances fall tillsammans med andra spel).